# Benjamin De Lestré de Fabribeckers
Benjamin De Lestré de Fabribeckers (1865-1928) est un architecte belge de la période Art nouveau actif à Bruxelles.
On retiendra surtout de lui les maisons Art nouveau suivantes : rue Africaine n°2 et 92, rue du Cardinal n°46 (Maison Charlier) ainsi que boulevard Général Jacques n° 186 et 188.

## Biographie
Benjamin de Lestré est né le 27 avril 1865 à Grammont en Flandre. Il fait ses études à l'École Saint-Luc de Gand, avant de retourner à Grammont où il construira sa première maison. En 1895, il épouse Mathilde de Fabribeckers : par la suite, il accolera le nom de son épouse au sien et signera ses réalisations du nom de « Lestré de Fabribeckers ».
Il travaillera à Bruxelles avec Josse Van Kriekinge durant une courte période (tout en gardant un bureau à Grammont jusqu'en 1901). Ensemble, ils gagneront le premier prix pour le concours de façades du quartier Saint-Boniface à Ixelles (en 1899). À partir de 1901, Benjamin de Lestré de Fabribeckers s'installe définitivement à Bruxelles.
Ses maisons seront teintées d'Art nouveau jusqu'aux années 1910 (situées à Ixelles pour la plupart).
Après la première Guerre Mondiale, il fera partie du groupe d'architectes qui reconstruiront la région de l'Yser.
Il décède à Ixelles le 19 avril 1928.
Benjamin De Lestré de Fabribeckers a manié tant le style « Art nouveau géométrique » que le style « Art nouveau floral » (voir Art nouveau en Belgique).
À partir de 1908, il délaisse petit à petit l'Art nouveau et se tourne vers le style éclectique.

## Réalisations

### Immeubles de style «Art nouveau floral»
- 1900 : Maison Charlier, rue du Cardinal, 46 (Benjamin De Lestré et Josse Van Kriekingen)

### Immeubles de style «Art nouveau géométrique»
- 1903 : boulevard Général Jacques, 186
- 1904-1905 : rue Africaine, 92
- 1905 : boulevard Général Jacques, 188
- 1907 : chaussée de Charleroi, 258
- 1907 : Rue Africaine 2
- 1908 : rue Gérard, 45
- rue Washington, 131
- rue F.Stroobant, 17

### Immeubles de style éclectique
- 1908 : rue des Francs, 18[3]
- 1908 : rue des Francs, 20
- 1908 : avenue de Tervueren, 17
- 1909 : rue des Aduatiques, 18 (écurie)
- 1910 : rue Henri Wafelaerts, 45
- 1910 : avenue des Gaulois, 13
- 1910 : rue de l'Hôtel des Monnaies, 13 (garage)
- 1910-1914 : avenue Louis Lepoutre, 51, 55, 56, 88, 102 et 110
- 1911 : avenue de la Porte de Hal, 2-4
- 1913 : rue Père De Deken, 9
- 1923 : avenue de l'Echevinage,15 à Uccle

### Immeubles de style néo-Renaissance flamande
- 1911 : rue Père De Deken, 13